# Численность населения
Численность — один из демографических показателей. В общем случае — число людей в определённой их совокупности (регион и т. п.). Постоянно изменяется вследствие рождения, смертей, миграции, измеряется и оценивается по состоянию на определённый момент времени.
Численность населения — абсолютная любая моментная величина, отражающая количественные размеры общества, проживающего на определённой территории.
Численность населения — исходный базисный показатель при анализе социально-экономической ситуации, сложившейся в любой стране мира.
В связи с моментным характером численности населения, в процессе проведения экономических расчётов могут возникать искажения.
В демографии используют следующие показатели:
- Численность населения на начало года.
- Среднегодовая численность населения — среднеарифметическая величина численности населения на начало текущего года и на начало следующего года.